# Lenzen
Lenzen (pronunciación en alemán: /ˈlɛnt͡sn̩/ⓘ) es un municipio situado en el distrito de Prignitz, en el estado federado de Brandeburgo (Alemania), a una altitud de 19 m s. n. m. Su población a finales de 2016 era de unos 2000 habs. y su densidad poblacional, 20 hab/km².